# Opocznianka
Opocznianka (Pogorzelec, Młynek) – struga dorzecza Pilicy, lewy dopływ Wąglanki o długości 18,1 km.